# Laurens W. Molenkamp
Laurens W. Molenkamp (född 4 augusti 1956) är professor i fysik och professor i experimentell fysik vid universitetet i Würzburg. Han är känd för sitt arbete med halvledarstrukturer och topologiska isolatorer.

## Biografi
Laurens W. Molenkamp är en experimentell fysiker inom kondenserad materia. Han doktorerade i fysikalisk kemi vid universitetet i Groningen och arbetade flera år, först vid Philips Research Laboratories i Eindhoven och sedan som docent vid RWTH i Aachen. Han kom till universitetet i Würzburg 1999 och är nu professor i experimentell fysik III och leder II-VI MBE-enheten (molekylärstråleepitaxi). Hans forskningsintressen inkluderar kvanttransport i nanostrukturer, halvledarspinntronik och optisk spektroskopi av halvledare. Han var medmottagare av American Physical Societys Oliver E. Buckley Condensed Matter Prize 2012 för sina experimentella observationer av kvantspinn-Hall-effekten, vilket öppnade upp området topologiska isolatorer. Sedan 2012 har han varit redaktör för fysiktidskriften Physical Review B. Han var pristagare av Physics Frontiers Prize 2013 (nominerad till Fundamental Physics Prize). Thomson Reuters inkluderade honom på sin årliga kortlista för 2014 års Nobelpris i fysik för hans experimentella forskning, tillsammans med Charles L. Kane och Shoucheng Zhang, om kvantspinn-Halleffekten och topologiska isolatorer.

## Utmärkelser
- Fellow, Amerikanska fysikföreningen
- Eurofysikpriset 2010[7]
- 2012 Oliver E. Buckley Condensed Matter-priset[8]
- 2013 års Physics Frontiers- pristagare (nominerad till Fundamental Physics Prize)
- 2013 Utländskt medlemskap i Kungliga Nederländska Vetenskapsakademin[13]
- Gottfried Wilhelm Leibniz-priset 2014[14][15]
- 2017 Stern-Gerlach-medaljen
- 2017 års internationella kung Faisalpris
- 2018 Bayerska Maximilianorden för vetenskap och konst[16]